# Affaire des fuites
L'affaire des fuites est une affaire politique française et une manipulation politique fondée sur la trahison, l'espionnage et l'intoxication de plusieurs gouvernements français de la IVe République. Elle a lieu entre 1954 et 1956.
L'affaire est l'occasion de mises en cause de certains hommes politiques, de la part de milieux anticommunistes liés à la préfecture de police. Joseph Laniel, Pierre Mendès France, Edgar Faure et François Mitterrand font ainsi l'objet de vives attaques et de tentatives de déstabilisation. Emmanuel d'Astier de La Vigerie y tient un rôle mal défini. Le procès se tient du 7 mars au 21 mai 1956 et se conclut par la condamnation de deux collaborateurs du Secrétariat général du Comité supérieur de la Défense nationale.  

## Contexte

### Un climat politique tendu
Le début des années 1950 est marqué par un climat politique tendu en France. Le Parti communiste français, particulièrement puissant sous la Quatrième République, fait craindre aux non-communistes une tentative de coup d’État homologue à celle du coup de Prague de 1948. La gauche, elle, craint le retour au pouvoir de Charles de Gaulle.

### Première affaire de fuites
Les années qui précèdent le déclenchement de l'affaire des fuites sont marquées par des affaires de fuites d'informations militaires confidentielles. Le 18 septembre 1949, la police arrête deux étudiants indochinois et un militaire français qui s'étaient battus à bord d'un bus, et découvre dans le sac d'un des étudiants un rapport top-secret écrit par le général Georges Revers, au sujet de la politique française en Indochine. L'étudiant avoue travailler pour le Việt Minh, contre lequel la France est en guerre, et la Direction de la Surveillance du territoire prend le relais. La DST découvre que plusieurs copies du rapport circulent dans Paris. Toutefois, le rapport existe en deux versions : l'une soutient le Viet-Minh, l'autre Bảo Đại. Il apparaît alors que la fuite avait été organisée par le général Revers afin de s'assurer de la nomination du général Charles Mast, un ami et principale personnalité française en Indochine. Les deux versions du rapport permettaient de rallier à sa cause les hommes politiques français favorables à un soutien au Viet-Minh et ceux favorables à un soutien à Bao Dai. La fuite de cette première affaire de fuites provoque la chute du gouvernement Henri Queuille, remplacé par le gouvernement Georges Bidault 2. Ainsi, lorsque l'affaire des fuites se déclenche en juillet 1954, elle n'apparaît pas comme surprenante.

### Deuxième affaire de fuites
François Mitterrand fait l'objet de rumeurs sur une potentielle duplicité. Le 30 juillet 1953, un journal de gauche non communiste, L'Obs, publie un article qui révèle des éléments exclusifs sur la situation militaire française en Indochine, avec des éléments qui auraient été présentés en Conseil national de défense ; or, l'auteur de l'article, Roger Stéphane, est selon la rumeur qui circule à Paris un ami de Mitterrand. Si ce dernier n'appartient pas aux gouvernements Joseph Laniel 1 et 2, le retour aux affaires de Pierre Mendès-France change la donne.

## Déclenchement

### Découverte de l'affaire par le ministre Fouchet
Le 18 juin 1954, Pierre Mendès France forme un gouvernement. Christian Fouchet devient ministre chargé des Affaires marocaines et tunisiennes, pilotant l'évolution de la politique française à l'égard de ces territoires. Le 2 juillet, Fouchet reçoit la visite du commissaire Jean Dides, qui a été chargé par le préfet de police de Paris, Jean Baylot, de la surveillance du Parti communiste français. Le commissaire Dides présente à Fouchet un rapport secret qui montre que le bureau politique du PCF était au courant des décisions, pourtant secrètes, prises lors du Conseil national de défense le 28 juin précédent. 
Cette nouvelle signifie ou bien que la salle du Conseil national de défense est espionnée par des micros, ou bien qu'un des membres présents à la réunion est un traître qui fait fuiter des informations sensibles au Parti communiste français. Dides dit à Fouchet : « mon informateur m'a dit que les fuites viennent d'Edgar Faure, mais je crois qu'elles viennent de François Mitterrand ». 
Selon Dides, ces comptes-rendus ont atterri « miraculeusement » sur le bureau du responsable communiste Jacques Duclos, où son informateur les aurait trouvés. On est alors en pleine guerre froide, la transmission de secrets militaires à des communistes est un acte de haute trahison.

### Information de Pierre Mendès-France
Fouchet prévient rapidement Mendès France. Il insiste pour que l'information reste confidentielle afin de préserver la sécurité de l'informateur.
L'enquête confidentielle ouverte après le constat des fuites de la réunion du 26 mai a été confiée par le ministre de l'Intérieur, Martinaud-Déplat, à la préfecture de police. Celle-ci n'a abouti à aucun résultat. Le changement des serrures du secrétariat général du CSDN a été décidé, ainsi que des mesures visant à restreindre la diffusion des comptes-rendus.

## Enquête

### Enquête d'André Pélabon
Pierre Mendès France est profondément troublé par ces révélations. Il demande à son directeur de cabinet André Pélabon de mener une enquête confidentielle. Il ne met pas au courant François Mitterrand, ni le général Koenig, ministre de la Défense nationale. Mendès juge impensable que le Comité ait pu être victime de la trahison d'un de ses membres. Il privilégie l'hypothèse de la présence de micros dans la salle de réunion. 
Mendès apprend dans le courant du mois d'août que les documents transmis par Fouchet sont également parvenus au président René Coty ainsi qu'à plusieurs hommes politiques, dont Pierre Pflimlin, Jean-Louis Vigier, Georges Bidault et René Mayer. Des rumeurs courent dans Paris sur ces fuites et sur le ministre - Edgar Faure ou Mitterrand - qui pourrait en être l'auteur.

### Vérification de la salle de réunion par la DST
Le directeur général de la Sûreté nationale, Robert Hirsch, confie le soin de sonder les murs de la salle au service compétent de la direction de la Surveillance du territoire (DST). Ces recherches sont infructueuses.

### Témoignages de René Mayer et René Pleven
L'ancien président du Conseil René Mayer a vent de la rumeur des fuites. Il entre en contact avec Mendès-France pour le prévenir de la situation. Il apparaît que des fuites ont eu lieu sous le gouvernement Laniel. René Pleven est questionné par Mendès-France. Il semble alors que, comme des fuites ont eu lieu sous le gouvernement Laniel, le coupable ne puisse qu'être un des deux ministres ayant appartenu au gouvernement Laniel comme au gouvernement Mendès : Edgar Faure et François Mitterrand.

### Enquête de la Direction de la surveillance du territoire
À l'approche de la nouvelle réunion du comité, prévue le 10 septembre, Pierre Mendès-France confie officiellement l'enquête à la DST. Elle est marquée par plusieurs péripéties ainsi que par des incidents liés à une concurrence inattendue entre la DST et la préfecture de police. L'enquête avance toutefois à grands pas : lors du Conseil de défense du 10 septembre, Mendès-France et Mitterrand constatent que deux membres du Conseil seulement prennent des notes et les conservent à l'issue de la séance : les secrétaires généraux Ségalat et Jean Mons.
Roger Wybot, directeur de la DST, travaille en parallèle pour identifier l'informateur du commissaire Dides. Une semaine plus tard, quand ce dernier se rend au ministère pour apporter à Fouchet un résumé de la situation, des inspecteurs de la DST l'arrêtent et trouvent dans sa serviette des documents qui contiennent le nom de l'indicateur, André Baranès, journaliste à Libération, dirigé par Emmanuel d'Astier de La Vigerie. Baranès est un membre du Parti communiste tunisien et de la « section coloniale » du PCF, qui a écrit pour l'hebdomadaire communiste Action et pour L'Humanité. Dès son recrutement à Libération en 1952, il commence à transmettre des renseignements sur l'activité du PCF à la préfecture de police, à la Sûreté nationale et aux ministres de l'Intérieur, Charles Brune et Léon Martinaud-Déplat. Il bénéficie de toute la confiance de ceux qu'il renseigne. Wybot le considère cependant comme un informateur douteux.
Parallèlement, la DST enquête sur chacun des membres du Comité supérieur de la Défense nationale. À l'issue de trois semaines d'enquête, Wybot acquiert la conviction que Jean Mons, le secrétaire général du Comité supérieur, aidé par ses deux collaborateurs (Roger Labrusse et René Turpin), a organisé les fuites au profit de certains parlementaires de l'opposition. 

### Aveux à la Direction de la surveillance du territoire
À l'issue d'une confrontation dramatique, il obtient le 30 septembre les aveux de Labrusse et Turpin. Ceux-ci, guidés par un idéalisme pacifiste, ont transmis les comptes-rendus du comité à Emmanuel d'Astier de La Vigerie. Ils disculpent cependant Jean Mons. Avant que Wybot n'ait pu poursuivre son interrogatoire, Mons est déféré devant le magistrat instructeur qui l'inculpe de négligence. Le lendemain, Labrusse et Turpin sont inculpés pour haute trahison. André Baranès sera arrêté et inculpé le 2 octobre.

## Médiatisation

### Accusations entre François Mitterrand et Jean Dides

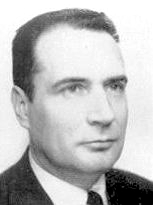
François Mitterrand en 1959.

Le commissaire Jean Dides est arrêté et suspendu de ses fonctions fin septembre. Il est révoqué par le ministre de l'Intérieur François Mitterrand le 26 novembre 1954. Il fait plusieurs déclarations à la presse dans lesquelles il reproche au ministre et à la DST d'avoir anéanti le réseau de renseignement anticommuniste qu'il dirigeait. Ses accusations sont reprises par l'opposition nationaliste et anticommuniste, qui attaque violemment François Mitterrand.  

### Attaques de la presse de droite
L'Aurore, La Croix, Le Figaro et d'autres journaux s'en prennent à Pierre Mendès France et à François Mitterrand, les accusant d'être des crypto-communistes. Cette campagne est menée alors que Pierre Mendès France négocie à Bruxelles et à Londres l'édification d'une défense européenne avec les Américains et les Anglais. Ceux-ci en viennent à douter des intentions réelles du gouvernement français.  
Mitterrand fait déposer une plainte en diffamation contre trois journaux : Rivarol, Les Nouveaux Jours et Le Journal du Parlement. Ces journaux l'ont mis en cause à la suite d'une indiscrétion concernant le témoignage de Georges Bidault devant le magistrat instructeur. Bidault aurait fait état de soupçons à son encontre formulés indirectement par le président Vincent Auriol lors du Conseil des ministres du 5 avril 1953, lesquels auraient motivé sa démission du gouvernement Laniel trois semaines plus tard. 

### Débats parlementaires
L'affrontement culmine lors d'un débat au Parlement le 3 décembre. Le député Jean Legendre (ex-RPF, membre du groupe Action républicaine et sociale) s'en prend directement à François Mitterrand. Il l'accuse d'avoir démantelé le réseau anticommuniste du commissaire Jean Dides à qui Baranès avait transmis des renseignements dont certains se sont avérés exacts. Il s'étonne que Mitterrand n'ait été informé que deux mois plus tard des fuites du Comité du 28 juin et y voit un signe de défiance du président du Conseil Pierre Mendès France à l'égard du ministre de l'Intérieur. Il cite également le témoignage de Turpin, qui aurait indiqué au juge d'instruction que le compte-rendu du Comité du 26 mai avait été communiqué à d'Astier pour que celui-ci le transmette à Mendès France. Pour conclure, il accuse Mitterrand de faire le jeu des communistes. 
Dans sa réponse, Mitterrand obtient de Bidault qu'il confirme que son départ du gouvernement Laniel n'était nullement lié à des soupçons d'indiscrétion de la part de Vincent Auriol, mais bien à la question marocaine. Il s'explique sur l'enquête menée par la DST. Cependant il se garde de mettre en cause D’Astier de la Vigerie et le Parti communiste.  

## Procès

### Début du procès
Le procès débute le 7 mars 1956. Il y aura soixante-six audiences et quatre-vingt douze témoins cités. Parmi les avocats, Me Paul Baudet assisté de Roland Dumas assure la défense de Jean Mons. Jean-Louis Tixier-Vignancour, célèbre avocat d'extrême droite, défend Baranès. Il proclame : « Tout ce que je veux, c'est une tribune contre Mendès France et Mitterrand. »
Le procès se déroule dans une certaine confusion. Le président Henri Niveau de Villedary manque d'autorité et fait preuve d'une bienveillance marquée pour Me Tixier-Vignancour et son client. Le commissaire Dides et le préfet Baylot réitèrent publiquement leur confiance en Baranès. Jean Mons et ses avocats ont fait citer de nombreux témoins de moralité qui viennent attester de son patriotisme et de sa loyauté : hommes politiques, officiers généraux, journalistes, hauts fonctionnaires. Ils s'indignent de le voir accuser de trahison, voire de simple négligence. Même François Mitterrand témoigne en sa faveur et dit croire en sa bonne foi.
Pierre Mendès France jette une note discordante dans ce concert de louanges. Il juge « très décevante » l'attitude de Jean Mons dans cette affaire. « Si, dès le 2 juillet il nous avait dit tout ce que nous attendions de lui l'affaire ne se serait pas égarée, comme ce fut le cas. Quelle extraordinaire légèreté de posséder des documents pareils et de ne pas nous le dire. Ce n'est que deux mois après qu'il reconnaît les avoir, et non les avoir brûlés, comme il l'a dit auparavant. (...) Je ne dis pas, car je ne le crois pas, qu'il ait été complice des fuites, mais il est resté silencieux alors qu'il pouvait nous aider. Je ne le lui ai pas pardonné ! »
Roger Wybot est beaucoup plus catégorique. Il accuse Mons d'avoir « sciemment laissé trainer ses notes de séance et les avoir commentées à son collaborateur Turpin pour qu'elles soient communiquées à M. d'Astier de La Vigerie d'abord, à André Baranès ensuite ». En réponse à une intervention de Me Baudet, il ajoute : « C'est un agent, il obéit aux ordres. »

### Verdict du tribunal
Le tribunal rend son verdict le 21 mai 1956. Le colonel Gardon, procureur, se dit favorable à une peine de principe pour Turpin et Labrusse en expliquant : « Je me montre très ferme pour vous demander surtout de déclarer Labrusse et Turpin coupables des fuites de juin et de septembre, mais je m'en remets au tribunal du soin d'une application modérée de la loi. » En revanche, il considère que Jean Mons est sans doute responsable d'une imprudence, mais « qu'on ne saurait suspecter son dévouement, son patriotisme, son sens du devoir et de l'honneur. »
S'agissant de Baranès, il lui laisse le bénéfice du doute en prenant parti « pour la thèse de Baranès agent d'intoxication communiste, mais peut-être à son insu, et en toute bonne foi. » À cette occasion, il met en cause d'Astier de La Vigerie en indiquant : « Vous ne pouvez le (Baranès) dire coupable que si vous avez la conviction qu'il a livré des renseignements à M. d'Astier de la Vigerie. C'était le sentiment du juge Duval. Ce fut le mien. Mon ministre de la défense nationale n'a pas cru devoir le partager en refusant de transmettre la levée d'immunité parlementaire. »
Roger Labrusse et René Turpin sont condamnés respectivement à six et quatre ans de prison. Mons et Baranès sont acquittés.

## Postérité

### Analyse de Roger Wybot
Roger Wybot, de la DST, analyse l'affaire des fuites comme la conjonction d'une opération d'espionnage et d'une manœuvre d'intoxication :
- Mons, Labrusse et Turpin communiquent à D’Astier de la Vigerie depuis des années les renseignements militaires, secrets d'état et documents d'intérêt stratégique auxquels ils accèdent au Comité supérieur de la Défense nationale. D'Astier, compagnon de route du Parti communiste, utilise ces informations dans son quotidien Libération et les diffuse auprès de ses amis politiques sans préciser leur origine. Sans l'accuser formellement, Wybot le soupçonne d'être un agent soviétique[5].

- D'Astier transmet également les comptes-rendus du CSDN à Baranès, avec une mission bien définie : intoxiquer le gouvernement. Baranès remet les documents au commissaire Dides en disant les avoir trouvés sur le bureau de Jacques Duclos, au siège du Parti communiste. Ces révélations sèment l'inquiétude et le trouble au sein des milieux gouvernementaux. Le contexte de la situation militaire catastrophique en Indochine aggrave ces révélations : le gouvernement Laniel a tout lieu de croire que ces informations sont aux mains des soviétiques et du Viet Minh. Mendès France engage les négociations de Genève en position de faiblesse, sachant que ses positions sont vraisemblablement connues de ses interlocuteurs[5].

### Image de François Mitterrand
L'affaire endommage durablement la réputation de François Mitterrand.

### Relations entre François Mitterrand et Pierre Mendès-France
Les relations entre François Mitterrand et Pierre Mendès-France se détériorent à partir de l'affaire des fuites, le premier gardant une rancune envers le dernier pour ne pas l'avoir immédiatement informé des accusations qui pesaient sur lui. Roland Dumas rapporte qu'à partir de l'affaire, « Mitterrand n'a plus eu les mêmes sentiments d'amitié à l'égard de Mendès France ». Toutefois, en 1995, il déclarera à Jean Lacouture : « Il faisait son métier. Je ne l'ai jamais tenu pour déloyal à mon égard... ». 
De son côté, « PMF » justifiera son action des années plus tard : « comme tous les membres du gouvernement, Mitterrand n’en a donc pas été informé. Confier comme je l'ai fait l'enquête à Roger Wybot, patron de la DST, sans en référer au ministre de l'Intérieur, son supérieur hiérarchique, c'était, je le reconnais, fâcheux. Mais, à ma décharge, j'ignorais que la DST relevait de l'Intérieur ». 

### Opinion de Danielle Mitterrand
En 2007, dans son autobiographie intitulée Le Livre de ma mémoire, Danielle Mitterrand soutient la thèse d'un complot d'obédience gaulliste dans le chapitre François gêne les gaullistes. Les personnes qui gravitent autour de l'affaire, dont le commissaire Dides, le préfet de police Jean Baylot, etc., sont issus des franges de la droite du gaulliste, particulièrement impliquées dans la lutte anticommuniste. Or, extrême-droite et gaullistes du RPF s'allient souvent à l'Assemblée nationale pour lutter contre les trois partis au pouvoir qui dirigent tour à tour le gouvernement dans une coalition gouvernementale comprenant les socialistes, les républicains chrétiens (MRP) et les centristes du Parti radical ou de l'UDSR (parti de centre gauche dirigé par René Pleven puis par François Mitterrand). D'après Danielle Mitterrand, il a bien existé une collusion entre eux pour combattre le progressisme de certains leaders des partis politiques au pouvoir, Pierre Mendès France qui a bafoué l'honneur de l'armée en signant la paix en Indochine, et François Mitterrand qui a cautionné cette politique et est considéré comme un partisan de la décolonisation. Celui-ci avait notamment critiqué la forte proportion de hauts fonctionnaires gaullistes en Afrique, lors de son passage au Ministère de la France d'Outre-mer en 1950-1951.